# Gnaeus Trebellius Romanus
Gnaeus Trebellius Romanus beziehungsweise Gnaeus Romanus Trebellius war ein antiker römischer Toreut (Metallbildner), der wahrscheinlich in der ersten Hälfte des 1. Jahrhunderts in Mittelitalien oder Kampanien tätig war.
Gnaeus Trebellius Romanus ist heute nur noch aufgrund von zehn Signaturstempeln auf Kasserollen aus Bronze bekannt. Vier der Stücke wurden in Pompeji, eines in einer nicht mehr bestimmbaren Vesuvstadt und eine weitere Kasserolle bei Rom gefunden. Die übrigen vier Stücke verteilen sich auf Dänemark, Deutschland, Tschechien und Ungarn. Der größere Teil der zuordenbaren Bronzen wurde somit in Italien gefunden, die Hälfte in den Vesuvstädten. Zwei Stücke stammen aus den Provinzen, eines aus Germanien, eines aus Pannonien, zwei stammen von außerhalb des Römischen Reiches. Ob die außerhalb Italiens gefundenen Stücke beispielsweise durch Handel, Reisetätigkeit oder als Bestandteil der Ausrüstung von Soldaten beziehungsweise als Beute, Geschenke oder Tribute im Fall der außerhalb des Reiches gefundenen Stücke, dorthin kamen, muss unklar bleiben.
Die Signaturen können unterschiedlich ausfallen, Gentilname und Cognomen können vertauscht sein, was zur Annahme geführt hat, dass es sich wie möglicherweise auch im ähnlichen Fall von Gaius Mansuetus Annius nicht nur um eine Person handeln könnte, sondern eine Vater-Sohn-Beziehung anzeigt. Damit würde es sich um zwei Toreuten handeln. Eine Signatur (#5) lautet etwa lateinisch N TREBELLI ROM, ergänzt zu N(umeri) Trebelli Rom(ani?). Neben Gnaeus Trebellius Romanus gab es etwa zur selben Zeit in derselben Region drei weitere Toreuten aus der Gens der Trebellier: Gnaeus Trebellius (drei erhaltene Bronzen), Trebellius Niger (1) und Gnaeus Trebellius Crescens (11). Damit dürfte es sich um eine der profiliertesten Familien in diesem Arbeitsbereich handeln, sollte es sich hier um Mitglieder eines Familienverbandes handeln. Bei den Stücken handelt es sich um:
1. Bronzekasserolle; in Pompeji gefunden; heute im Archäologischen Nationalmuseum Neapel.[1]
2. Bronzekasserolle; in Pompeji gefunden; heute im Archäologischen Nationalmuseum Neapel.[2]
3. Bronzekasserolle; in Pompeji gefunden; heute im Archäologischen Nationalmuseum Neapel.[3]
4. Bronzekasserolle; in Pompeji gefunden; heute im Archäologischen Nationalmuseum Neapel.[4]
5. Bronzekasserolle; gefunden in den Pontinischen Sümpfen bei Rom; heute in den Musei di Antichità Classiche der Vatikanischen Museen in der Vatikanstadt.[5]
6. Bronzekasserolle; gefunden in einem Körpergrab in Hoby auf Lolland, Dänemark; heute im Dänischen Nationalmuseum in Kopenhagen.[6]
7. Bronzekasserolle; gefunden im Rhein beim Laubenheimer Grund bei Mainz-Weisenau; heute im Landesmuseum Mainz.[7]
8. Bronzekasserolle; gefunden an einer nicht mehr genauer bekannten Stelle in Pannonien (dem heutigen Ungarn); heute im Ungarischen Nationalmuseum in Budapest.[8]
9. Bronzekasserolle; gefunden im Urnengrab 2/1943 in Nymburk, Tschechien; heute im Vlastivědné muzeum in Nymburk.[9]
10. Bronzekasserolle; in einer der Vesuvstädte gefunden; heute im Archäologischen Nationalmuseum Neapel.[10]

## Einzelbelege
1. ↑  Inventarnummer 8705; Richard Petrovszky: Studien zu römischen Bronzegefäßen mit Meisterstempeln. Leidorf, Buch am Erlbach 1993, S. 308, Nr. T.08.01.
2. ↑  Inventarnummer 6418; Richard Petrovszky: Studien zu römischen Bronzegefäßen mit Meisterstempeln. Leidorf, Buch am Erlbach 1993, S. 308, Nr. T.08.02.
3. ↑  Inventarnummer 12440; Richard Petrovszky: Studien zu römischen Bronzegefäßen mit Meisterstempeln. Leidorf, Buch am Erlbach 1993, S. 308, Nr. T.08.03.
4. ↑  Inventarnummer 102886 [A 953]; Richard Petrovszky: Studien zu römischen Bronzegefäßen mit Meisterstempeln. Leidorf, Buch am Erlbach 1993, S. 308, Nr. T.08.04.
5. ↑  Inventarnummer 5393; Richard Petrovszky: Studien zu römischen Bronzegefäßen mit Meisterstempeln. Leidorf, Buch am Erlbach 1993, S. 308, Nr. T.08.05; CIL 15, 7083.
6. ↑  Inventarnummer C 17947; Richard Petrovszky: Studien zu römischen Bronzegefäßen mit Meisterstempeln. Leidorf, Buch am Erlbach 1993, S. 309, Nr. T.08.06.
7. ↑  Inventarnummer 68/60; Richard Petrovszky: Studien zu römischen Bronzegefäßen mit Meisterstempeln. Leidorf, Buch am Erlbach 1993, S. 309, Nr. T.08.07; CIL 13, 10027,46b.
8. ↑  Inventarnummer 10.1951.78; Richard Petrovszky: Studien zu römischen Bronzegefäßen mit Meisterstempeln. Leidorf, Buch am Erlbach 1993, S. 309–310, Nr. T.08.08.
9. ↑  Inventarnummer ?; Richard Petrovszky: Studien zu römischen Bronzegefäßen mit Meisterstempeln. Leidorf, Buch am Erlbach 1993, S. 310, Nr. T.08.09.
10. ↑  Inventarnummer 111536; Richard Petrovszky: Studien zu römischen Bronzegefäßen mit Meisterstempeln. (= Schriften des Limesmuseums Aalen, Band 40), Leidorf, Buch am Erlbach 1993, S. 310, Nr. T.08.10.

| Personendaten    | Personendaten                              |
| ---------------- | ------------------------------------------ |
| NAME             | Trebellius Romanus, Gnaeus                 |
| ALTERNATIVNAMEN  | Romanus, Gnaeus Trebellius                 |
| KURZBESCHREIBUNG | antiker römischer Toreut                   |
| GEBURTSDATUM     | 1. Jahrhundert v. Chr. oder 1. Jahrhundert |
| STERBEDATUM      | 1. Jahrhundert oder 2. Jahrhundert         |